# Apeira pallidaria
Apeira pallidaria là một loài bướm đêm trong họ Geometridae.